# Dipropylene glycol
Dipropylene glycol là hỗn hợp của ba hợp chất đồng phân, 4-oxa-2,6-heptandiol, 2- (2-hydroxy-proppoxy) propan-1-ol, và 2- (2-hydroxy-1-metyl-etoxy) -propan-1-ol. Nó là chất lỏng không màu, gần như không mùi với điểm sôi cao và độc tính thấp, hòa tan trong rượu, cồn benzyl, benzyl  benzoat, isopropyl myristate và không tan trong nước.

## Ứng dụng
Dipropylene glycol có nhiều ứng dụng như chất làm dẻo, đóng vai trò là phản ứng trung gian trong các phản ứng hóa học công nghiệp hoặc là một dung môi. Tính độc hại thấp và tính chất dung môi của nó giúp dipropylene glycol trở thành một thành phần cho việc sản xuất nước hoa và sản phẩm chăm sóc da, chăm sóc tóc. Nó cũng là một thành phần phổ biến trong các loại sương được phun ra từ các máy phun sương nhân tạo, đặc biệt được dùng trong việc tạo hiệu ứng sân khấu trong ngành giải trí.